# Ypthima alada
Ypthima alada är en fjärilsart som beskrevs av Hans Fruhstorfer 1911. Ypthima alada ingår i släktet Ypthima och familjen praktfjärilar. Inga underarter finns listade i Catalogue of Life.